# Тополница (Валовищко)
Вижте пояснителната страница за други значения на Тополница.
Тополница  (на гръцки: Τοπόλνιτσα, Тополница) е бивше село в Егейска Македония, в Гърция, разположено на територията на дем Синтика, област Централна Македония.

## География
Селото е било разположено в най-източните склонове на Беласица (Белес или Керкини), веднага южно от днешната българо-гръцка граница, на километър югозападно от българското село Тополница.

## История
На около 2 километра източно от селото в местността Кременица (в района на гранична пирамида № 63) от двете страни на българо-гръцка граница е разкрито къснонеолитното селище Промахон-Тополница.
Според османски данъчен регистър от 1570 година в село Тополница живеят 21 християнски домакинства. Към селото се числят и 15 мюсюлмански-юрушки семейства, които обитават землището му.
През XIX век селото е чисто българско, числящо се към Петричка кааза. В „Етнография на вилаетите Адрианопол, Монастир и Салоника“, издадена в Константинопол в 1878 година и отразяваща статистиката на населението от 1873, Тополница (Topolnitza) е посочено като село с 25 домакинства с 80 жители българи.
В 1891 година Георги Стрезов пише за селото:
| „ | Тополница, на десния бряг на Струма срещу Кула. Тук е пределът между Петричко и Демирхисарско. Разположено е на източния край на Беласица на северозапад от Валовища 6 часа. На първо място е скотовъдството. От това място излизат прочутите тополнички волове. 30 къщи турци, 25 българе. | “ |

Георги Стрезов споменава втори път селото и пише за него:
| „ | Тополница, в подножието на Беласица; пада се на И от Петрич, два часа път; до Струма няма 1/2 час; също толкова е и разстоянието и до Струмица. Нивята им са покрай тия две реки. Има 25 къщи, българе. | “ |

Съгласно статистиката на Васил Кънчов („Македония. Етнография и статистика“) от 1900 година в селото живеят 220 жители, всички българи-християни.
В началото на XX век цялото село е под върховенството на Българската екзархия. По данни на секретаря на екзархията Димитър Мишев през 1905 година в Тополница живеят 224 българи екзархисти. Там функционира българско начално училище с един учител и 36 ученици.
Според митрополит Емилиан Мелнишки на 7 февруари 1908 година чета на ВМОРО от 7 души, начело с войводата Кочо - вероятно Кочо Хаджиманов, се сражава при Тополница с османски войски, като губи няколко души и документи.
При избухването на Балканската война през 1912 година един жител на селото е доброволец в Македоно-одринското опълчение.
По силата на Букурещкия договор от 1913 година селото остава в гръцка територия. Жителите му го напускат и се заселват на около 1 километър от старото село на българска територия, като основават село Нова Тополница, прекръстено в 1966 година на Тополница.
Старото село е обновено и в 1920 година има 28 жители, като част от община Средна махала (Орта махала). Скоро обаче селото отново е напуснато.
| Година    | 1913 | 1920 | 1928 | 1940 | 1951 | 1961 | 1971 | 1981 | 1991 | 2001 | 2011 | 2021 |
| --------- | ---- | ---- | ---- | ---- | ---- | ---- | ---- | ---- | ---- | ---- | ---- | ---- |
| Население |      | 28   |      |      |      |      |      |      |      |      |      |      |

В 1968 година местността е прекръстена на Асимандо (Άσήμαντο).